# Maija Isola
Maija Sofia Isola (15. marts 1927 - 3. marts 2001) var en finsk designer af mønstrede tekstiler og skabte over 500 mønstre inklusive Unikko ("Valmue"). Hendes farverige designs gjorde møbel- og modevirksomheden Marimekko berømt i 1960'erne. Hun havde også en karriere som billedkunstner.
Isola udstillede over hele Europa, herunder på verdensudstillingen i Bruxelles og Triennale di Milano og i USA. Retrospektiver af hendes arbejde er blevet udstillet på Designmuseet i Helsinki, Victoria and Albert Museum i London, Designmuseum Danmark i København, Sloveniens Nationalmuseum i Ljubljana og Minneapolis Institute of Arts. Hendes mønstre sælges fortsat hos Marimekko.
Hun boede og arbejdede det meste af sit liv i Finland, men tilbragte nogle år i Frankrig, Algeriet og USA. Hun blev gift tre gange. Hendes datter, Kristina Isola, designede også for Marimekko, sommetider i samarbejde med Maija. Hendes barnebarn, Emma, designer også for virksomheden.

## Biografi

### Familie og uddannelse
Maijas forældre hed Mauno og Toini Isola, og hun var den yngste af tre døtre. Mauno var en landmand, der skrev sangtekster, inklusive en populær finsk julesang. Pigerne boede på familiegården og hjalp til med landbrugsarbejde om sommeren. De lavede papirdukker med elegante kjoler til deres hjemmelavede dukkehus, som havde kunstfærdigt dekorerede interiører.
Isola studerede kunstmaleri ved Helsinkis Centralskole. I løbet af 1945, da Anden Verdenskrig sluttede, ændrede hendes liv radikalt: hendes far døde, og hun blev gravid. Den 22. juli 1945 giftede hun sig med den kommercielle kunstner Georg Leander: deres datter Kristina blev født i januar 1946.
Hun rejste til Oslo i 1948, hvor hun besøgte Van Gogh-udstillingen og så Edvard Munchs malerier. Hun blev inspireret af en udstilling af klassiske potter på Oslos Museum for Håndværk og Design til at skabe sit Amfora-tryk. Ægteskabet med Leander varede ikke længe, og i 1949 rejste hun rundt i Europa med maleren Jaakko "Jaska" Somersalo, som blev hendes anden ægtemænd. Han lærte hende trykketeknikken gravure sur bois (dansk: træsnit) og inspirerede hendetil at male. De blev skilt i 1955.

### Marimekko
Mens hun stadig var studerende, blev hun bemærket i 1949 af Marimekkos grundlægger, Armi Ratia, for værker inklusive Amfora. Ratia hyrede Isola til at arbejde for Printex, forløberen til Marimekko. Hun blev den vigtigste tekstildesigner for Marimekko og skabte omkring otte til ti mønstre hvert år.
Mellem 1957 og 1963 lavede hun sin første serie af værker om et enkelt tema, Luonto (natur). Det bestod af ca. 30 designs baseret på planter presset af hendes datter Kristina fra 11 års alderen. I 1958 startede hun en anden serie, Ornamentti (ornament), baseret på slavisk folkekunst. Det omfattede også ca. 30 designs og gjorde hende berømt.
I 1959 giftede hun sig med dommeren Jorma Tissari. Han var en velhavende kunstelsker med et rummeligt hjem i centrum af Helsinki. Da Isola ville have mere kreativ frihed fra Ratias kontrol, forhandlede han en ny kontrakt med Marimekko for hende, så hun kunne arbejde på sin egen måde.
Samarbejdet mellem Isola og Ratia var et "usædvanligt kreativt magtspil" kendetegnet ved "vitalitet og opfindsomhed" snarere end en harmonisk forståelse. Tonen for deres samarbejde blev sat, da Isola i 1964 "provokativt" trodsede Ratias erklæring om, at hun hadede blomstermønstre, satte firmaets stil ved at male det berømte Unikko (Valmue) mønster med fed lyserød, rød og sort på hvidt; mønsteret har været i produktion lige siden. Det var en af otte blomsterdesign, som Ratia valgte fra Isolas portefølje i den periode.
Fra 1965 til 1967 arbejdede Isola med temaet sol og hav og skabte mindst ni designs brugt af Marimekko inklusive Albatrossi (albatros), Meduusa (vandmænd) og Osteri (østers). Hendes mønstre blev nu gengivet i vid udstrækning. For at lette denne proces og for at holde mønstrene nøjagtige opretholdt Isola et sæt "mønsterbøger". Dette var håndskrevne træningsbøger med præcise detaljer om hendes gentagelser af mønstre. Hver af dem, såsom hendes Lovelovelove fra 1968, blev tegnet efter målestok på en side med mønsterbøger, farvet og kommenteret med navnene på de farver, der skal bruges. Bøgerne registrerede også størrelsen på den faktiske gentagelse og detaljer om udskrivningsordrer. Bøgerne blev fortsat brugt som produktionsguider i årtierne efter hendes død.
I 1970 rejste hun alene til Paris for at komme væk fra sit ægteskab og familieforpligtelser. Der havde hun et kærlighedsaffære til egypteren Ahmed Al-Haggagi. Han opfordrede hende til at arbejde med arabiske mønstre, som blev grundlaget for skitserne til hendes Poppy-mønster (ikke det samme som Unikko). Hendes arabiske inspirerede mønstre fra denne periode omfatter Kungatar, Naamio, Sadunkertoja, Tumma og Vally. I 1971 separerede hun sig fra Tissari og indså, at hun foretrækkede at bo alene. Hun tilbragte tre år i Algeriet og tog en elsker ved navn Muhamed.
I 1974 designede Isola det populære mønster Primavera, bestående af stiliserede fløjlsblomster; dette er siden blevet trykt i mange forskellige farver til duge, tallerkener og andre genstande. I 1976 vendte hun tilbage til Paris, hvor hun arbejdede med Al-Haggagi på en række ægyptisk inspirerede tryk, herunder Niili (Nilen), Nubia og Papyrus. Året efter ledsagede hun Al-Haggagi til Boone, North Carolina, hvor han var lektor. Hun brugte året på at male, gå og lave yoga. Hun blev inspireret af landskabet i Appalacherne, som hun beskrev mindede hende om hendesn hjemby, Riihimäki. Hun lavede nogle designs, men havde svært ved at sælge dem på det amerikanske marked, da der var få fabrikker, der kunne trykke stoffer efter hendes specifikationer.
Da hun vendte tilbage til Finland, blev 160 af hendes værker, inklusive malerier og skitser, men ikke hendes trykte mønstre, vist i en retrospektiv udstilling i et Helsinki-galleri i 1979.
Fra 1980 til 1987 designet Isola mønstre til Marimekko i fællesskab (begge navne vises på kanten af hvert tryk) med sin datter, Kristina; de arbejdede i deres egne studios om vinteren i Helsinki, om sommeren i Kaunismäki. Kristina blev en af Marimekkos hoveddesignere; hun havde tilsluttet sig Marimekko, da hun var 18 år. I løbet af sin 40-årige karriere med Marimekko skabte Maija Isola "svimlende" 500 tryk for virksomheden. Blandt de bedst kendte er Kivet (sten) og Kaivo; de sælges fortsat i det 21. århundrede.

### Pensionering
Fra 1987, da hun trak sig tilbage, arbejdede Isola med at male snarere end tekstiler, indtil hendes død den 3. marts 2001. Hendes design, og Marimekko, gik i formørkelse. I 1991 relancerede den nye leder af Marimekko, Kirsti Paakkanen, Isolas Fandango, men det var først i slutningen af 1990'erne, at Marimekko igen blev bredt populær. Dens fornyede successer var baseret på "klassiske" Isola-mønstre fra 1950'erne og 1960'erne.

## Modtagelse
Ifølge FinnStyle var Isola "ubestridt den mest berømte tekstildesigner, der har eksisteret på Marimekko", og hun "skabte over 500 tryk i løbet af sin lange og farverige ansættelse." Hendes arbejde gjorde det muligt for virksomheden at blive en verdensledende international modetrendsetter.
Ivar Ekman, der skriver i New York Times, citerer Marianne Aav, direktør for Helsinki Design Museum: "Det, vi forstår som Marimekko-stilen, er baseret på, hvad Maija Isola gjorde". Ekman kommenterer: "Udvalget af tryk, som Isola producerede til Marimekko, er forbløffende", da mønstrene spænder over "minimalistisk geometri", "nedtonet naturalistik" og "eksplosioner af farver".
Marion Hume, der skriver i Time Magazine, forklarer, at Isola "var i stand til at mestre en forbløffende rækkevidde, fra de intrikate og folkloriske Ananas (1962) - som forbliver et af de mest populære tryk på hjemmemarkedet - til den radikalt enkle, dramatisk forstørrede, asymmetrisk Unikko-valmue (1964), oprindeligt i rødt og i blåt, hvilket muligvis er et af de mest anerkendte tryk på Jorden."
Ifølge Tamsin Blanchard, der skriver i The Observer, har "designsne af Maija Isola - en af virksomhedens [mest] originale og længstvarende designere - stået tidens tand."
Hannah Booth, der skriver i The Guardian, forklarer, at Marimekkos grundlægger, Armi Ratia, "rekrutterede Maija Isola, den første og vigtigste af mange unge kvindelige designere, til at skabe originale mønstre". Hun beskriver Isola som ukonventionel, da hun lader sin datter Kristina "vokse op med sin bedstemor, så hun kunne rejse verden rundt for at finde inspiration til sine tekstiler". Booth citerer den finske forfatter Kaari Utrio for at sige, at Isola var "en farligt original karakter"; hun "tilhørte en banebrydende generation", der gjorde det muligt for unge kvinder at bevæge sig frit ind i kunsten.

## Eftermæle
Aav bemærkede, at "efterhånden som det 21. århundrede er i gang, oplever Marimekko en genopblussen af interesse og påskønnelse - en ægte genoplivning. Maija Isolas Unikko-mønster, designet for næsten fyrre år siden, blomstrer som aldrig før."
I 2011 fløj Marimekko en varmluftsballon dekoreret med en enorm version af Unikko over Helsinki, hvilket viser, at mønsteret forbliver ikonisk næsten et halvt århundrede senere. Marimekkos markedsføringspolitik er at genudstede "klassikere fra sit 50-årige katalog, især en stor gruppe mønstre fra 1950'erne og 1960'erne af Maija Isola." 
Siden 2012 har Finlands flyselskab Finnair fløjet en Airbus A340-300 til sine Asien-destinationer med et blåt Unikko-mønster, mens en Airbus A330 malet i en jubilæums-Unikko har betjent Finnairs andre interkontinentale destinationer.
Isola blev beskrevet i 2013 som et stilikon.  Hendes barnebarn Emma Isola arbejder for Marimekko som designer og danner en tradition over tre generationer.

## Udstillinger

### Samtidige
- Design in Scandinavia, USA 1954,[12] 1960
- Finsk Udstilling i Tyskland 1956
- Triennale di Milano 1954, 1957[12]
- Verdensudstilling Bruxelles, Formes Scandinaves 1958[40]

### Retrospektive
- Maija Isola og Marimekko, retrospektiv udstilling, Design Museum (Designmuseo), Helsinki, Finland. 24. maj 2005 - 4. september 2005.[41]
- Finnish Design, Victoria and Albert Museum, London, 2005[42]
- Marimekko - Historien om et nordisk brand, udstilling på Designmuseum Danmark, København, 2. marts - 28. maj 2007. [43]
- Marimekko: Fabric, Fashion, Architecture, udstilling på det Slovenske Etnografiske Museum i Ljubljana, Slovenien, 1. juli 2009 - 18. oktober 2009[44]
- Magnifying Nature: 1960s Printed Textiles, udstilling ved Minneapolis Institute of Arts, 5. marts 2011 - 21. august 2011.[45]